# 圆通禅寺 (天津市)
圆通禅寺是位于天津市武清区崔黄口镇邢窑的一所佛教寺庙。圆通寺是在原观音寺基础上异地重建的尼众道场。

## 现状
圆通寺是天津荐福观音寺的一所下院，现任的住持由荐福观音寺的妙贤法师兼任。